# Raizō Tanaka
Raizō Tanaka (jap. 田中 頼三 Tanaka Raizō; ur. 27 kwietnia 1892 w Yamaguchi, zm. 9 lipca 1969) – japoński wiceadmirał z czasów drugiej wojny światowej, jeden z najznakomitszych taktyków morskich wojny na Pacyfiku. Raizō Tanaka zasłynął zwycięstwem w bitwie pod Tassafarongą, podczas której dowodzony przez niego zespół ośmiu niszczycieli pokonał znacznie silniejszy amerykański zespół nawodny floty.

## Początki kariery
Raizō Tanaka urodził się na przedmieściach miasta Yamaguchi, w prefekturze Yamaguchi. Po ukończeniu szkoły średniej wstąpił do Akademii Cesarskiej Marynarki Wojennej (41. rocznik), którą ukończył w 1913 zajmując na liście ocen 34. miejsce wśród 118 kadetów.
Po promocji na chorążego służył na krążownikach „Azuma” i „Nisshin” oraz na pancerniku „Aki”. Po awansie na podporucznika był przydzielany do załóg krążownika „Kasagi” i krążownika liniowego „Kongō”.
Następnie od grudnia 1916 do grudnia 1917 dokształcał się w szkołach artylerii okrętowej i torpedowej, a po ich ukończeniu został przydzielany do załóg niszczycieli „Hatsushimo” i „Kusunoki” oraz pancernika „Katori”. W grudniu 1919 powrócił do dalszej nauki w szkole torpedowej gdzie do grudnia 1920 uczestniczył w nowo utworzonym, zaawansowanym kursie walki tą bronią. W grudniu 1925 Tanaka został powołany na instruktora w Akademii Cesarskiej Marynarki Wojennej w wydziale broni torpedowej. Następnie został skierowany do służby w bazie marynarki wojennej w Kure.
W 1930 jako komandor porucznik dowodził niszczycielem „Tachikaze”, a w 1931, po awansie na komandora objął komendę na niszczycielu „Ushio”. Od grudnia 1932 do grudnia 1936 pracował w sztabie marynarki w Yokosuce.
Od 1 grudnia 1937 do 15 grudnia 1938, w stopniu komandora dowodził lekkim krążownikiem „Jintsū”. Następnie od 15 grudnia 1938 do 15 listopada 1939 pełnił funkcję szefa sztabu Okręgu Mako, a w późniejszym okresie tzn. od listopada 1939 do listopada 1940 dowodził przebudowanym (z krążownika liniowego) pancernikiem „Kongō”.

## II wojna światowa
26 września 1941, komandor Tanaka objął dowództwo nad składającym się z 9 jednostek (8 niszczycieli plus 1 lekki krążownik) 2. Dywizjonu Niszczycieli a swoim okrętem flagowym wyznaczył lekki krążownik „Jintsū”. 15 października tego samego roku został awansowany do stopnia kontradmirała. Razem z tym oddziałem uczestniczył w japońskiej inwazji na Filipiny i Holenderskie Indie Wschodnie, w tym w bitwie na Morzu Jawajskim.
21 maja 1942 2. Dywizjon Niszczycieli Tanaki wypłynął z bazy w Kure wspierać japoński atak na wyspy Midway i był wykorzystywany głównie jako eskorta statków transportowych przewożących żołnierzy mających dokonać inwazji.
Po wylądowaniu amerykańskich marines na wyspie Guadalcanal 7 sierpnia 1942, 2. Dywizjon Niszczycieli Tanaki został skierowany do japońskiej bazy morskiej na atolu Truk. Od 16 sierpnia zespół pływał po tamtejszych wodach w misjach eskortowania konwojów przewożących żołnierzy. 25 sierpnia, podczas bitwy koło wschodnich Wysp Salomona, okręty Tanaki zostały zaatakowane przez amerykańskie lotnictwo operujące z lotniska Henderson na wyspie Guadalcanal. Jeden statek transportowy i jeden niszczyciel zostały zatopione, krążownik „Jintsū” został mocno uszkodzony, a Tanaka został ranny. Ze względu na uszkodzenie okrętu flagowego, w celu dalszego kontynuowania misji Tanaka przeniósł swoją flagę na niszczyciel „Kagerō”.

### Bitwa pod Tassafarongą
30 listopada 1942, pod koniec kampanii o Guadalcanal, Tanaka osobiście prowadził konwój niszczycieli zaopatrujących – wobec amerykańskiej przewagi w powietrzu – japońskie oddziały na Guadalcanal – zwany przez Amerykanów „Tokyo Express”. Osiem niszczycieli Tanaki z flagowym „Naganami” zostało w nocy przechwyconych przez amerykański zespół pięciu krążowników ("Minneapolis", "New Orleans", "Pensacola", "Northampton" i "Honolulu") i sześciu niszczycieli ("Fletcher", "Drayton", "Maury", "Perkins", "Lamson" i "Lardner"), dowodzony przez Carletona Wrighta. Korzystające z radaru okręty amerykańskie zaskoczyły konwój Tanaki, którego załogi przygotowywały się już do rozładunku zaopatrzenia i zatopiły ogniem z dział jeden z nich. Tanaka szybko rozkazał niszczycielom przejść do ataku torpedowego. Japońskie torpedy „długie lance” trafiły cztery krążowniki Wrighta, wskutek czego "Northampton" zatonął, a trzy krążowniki były tak uszkodzone, że musiało upłynąć dziewięć miesięcy, zanim wróciły do służby. Była to jedna z najpoważniejszych porażek poniesionych przez US Navy w czasie II wojny światowej na Pacyfiku.
Mimo powodzenia ataku wobec obecności innych okrętów amerykańskich Tanaka zdecydował o powrocie do bazy bez dostarczenia ładunku, co pogorszyło zaopatrzenie głodujących japońskich oddziałów na wyspie.
12 grudnia 1942 w czasie ostatniego „Tokyo Express” flagowy niszczyciel Tanaki został zaatakowany i zatopiony torpedami przez amerykańskie kutry torpedowe, a sam Tanaka został ranny. Wkrótce popadł w niełaskę i został odesłany na leczenie do Singapuru. Po rehabilitacji w 1943 został przeniesiony do służby w Birmie i pozostał tam do końca wojny. 15 października 1944 awansował do stopnia wiceadmirała.

## Czasy powojenne
26 czerwca 1946 zakończył swoją służbę w marynarce wojennej i przeszedł w stan spoczynku. Zmarł 9 lipca 1969.